# Empis fallax
Empis fallax är en tvåvingeart som beskrevs av Johann Egger 1860. 
Empis fallax ingår i släktet Empis och familjen dansflugor. Inga underarter finns listade i Catalogue of Life.